# Mine d'or de Moujievo
La mine d'or de Moujievo est une mine d'or située dans les montagnes des Carpathes, en Ukraine.

## Géographie
C'est une mine souterraine en bord d'une caldera.

## Exploitation minière
Elle se trouve au sud  de la ville de Berehove.